# Pasteosia orientalis
Pasteosia orientalis là một loài bướm đêm thuộc phân họ Arctiinae, họ Erebidae.